# Titli, une chronique indienne
Pour plus de détails, voir Fiche technique et Distribution.
Titli, une chronique indienne (Titli) est un film dramatique indien, réalisé par Kanu Behl, sorti en 2014.
Le film raconte le combat d'un jeune homme pour échapper à l'emprise de sa famille,.

## Synopsis
Titli est le plus jeune d'une fratrie qui vit dans un quartier pauvre de la banlieue de Delhi et subsiste grâce à de violents braquages de voitures. Il échafaude un plan pour échapper à l'emprise de ses frères mais ceux-ci le ramènent rapidement à ses anciennes occupations et le marient de force dans l'espoir de le stabiliser.
Mais Titli trouve dans son épouse une alliée animée du même désir d'échapper à cette famille aussi criminelle qu'étouffante.

## Fiche technique
Sauf indication contraire, les informations mentionnées dans cette section peuvent être confirmées par la base de données cinématographiques IMDb,  présente dans la section « Liens externes ».
- Titre : Titli, une chronique indienne
- Titre original : Titli
- Réalisation : Kanu Behl
- Scénario : Sharat Katariya, Kanu Behl
- Direction artistique :
- Décors : Parul Sondh
- Costumes : Fabeha Khan
- Son : Pritam Das
- Photographie : Siddharth Diwan
- Montage : Namrata Rao
- Musique : Karan Gour
- Production : Dibakar Banerjee, Aditya Chopra
- Sociétés de production : Dibakar Banerjee Productions, Yash Raj Films
- Sociétés de distribution : UFO Distribution
- Budget de production : 50 000 000 ₹
- Pays d'origine :  Inde
- Langue : hindi
- Format : couleurs - 2,35:1 - DTS / Dolby Digital / SDDS - 35 mm
- Genre : Drame, policier, thriller
- Durée : 116 minutes (1 h 56)
- Dates de sortie en salles : 
  -  France : 6 mai 2015 (sortie nationale), 20 mai 2014 (Festival de Cannes), 13 novembre 2014 (Festival du film de Sarlat)
  -  Inde : 30 octobre 2015

## Distribution
- Shashank Arora : Titli
- Shivani Raghuvanshi : Neelu
- Ranvir Shorey : Vikram, le frère aîné
- Amit Sial : Pradeep (Bawla), le frère cadet
- Lalit Behl : le père

## Autour du film

### Critiques
En regard du box-office,  Titli, une chronique indienne a reçu des critiques positives. Il obtient 83 % d'avis positifs sur Rotten Tomatoes, sur la base de 6 commentaires collectées. Il est évalué à 3,8/5 pour 15 critiques de presse sur Allociné.

« À un rythme trépidant, ce drame social, puissant, maîtrisé et riche en rebondissements combine brillamment sensibilité à fleur de peau et violence brute. »

— Alexis Campion, Le Journal du dimanche, 3 mai 2015.

« Il reste l'intelligence du scénario, l'authenticité d'acteurs pour la plupart non professionnels (en particulier les principaux, Shashank Arora et la jeune Shivani Raghuvanshi) et d'intéressants emprunts au documentaire - premier amour du réalisateur - donnant à voir une New Delhi fébrile, écartelée entre beaux quartiers et périphéries marginalisées. »

— Marie Soyeux, La Croix, 5 mai 2015.

« C'est intense, violent et étonnamment porteur d'espoir. Une bonne façon de découvrir la vérité d'un pays qu'on a trop souvent tendance à voir par le prisme d'un cinéma artificiel qui en dissimule la brutalité. »

— Caroline Vié, 20 minutes, 6 mai 2015.

« C'est en observant les femmes, leur courage, leur ingéniosité, leur dévouement que le réalisateur condamne avec le plus de force la société indienne patriarcale : fières et décidées à ne plus se taire, à ne plus être à la merci des hommes, au risque d'être battues comme plâtre, les femmes du film sont magnifiques. »

— Guillemette Odicino, Télérama, 1er avril 2017.

## Distinctions
| Date                 | Distinction                                            | Catégorie                                          | Nom       | Résultat   |
| -------------------- | ------------------------------------------------------ | -------------------------------------------------- | --------- | ---------- |
| 3 au 10 février 2015 | Festival du film d'Asie du Sud                         | Prix du public                                     | Kanu Behl | Lauréat    |
| 4 au 10 avril 2014   | Hawaii International Film Festival                     | Prix NETPAC                                        | Kanu Behl | Lauréat    |
| 14 au 25 mai 2014    | Festival de Cannes                                     | Caméra d'or                                        | Kanu Behl | Nomination |
| 14 au 25 mai 2014    | Festival de Cannes                                     | Un certain regard                                  | Kanu Behl | Nomination |
| 7 au 12 octobre 2014 | Festival international du film indépendant de Bordeaux | Prix du Syndicat français de la critique de cinéma | Kanu Behl | Lauréat    |
| 9 au 23 octobre 2014 | Festival international du film de Chicago              | Hugo d'or pour le meilleur film                    | Kanu Behl | Nomination |